# Gehypochthonius rhadamanthus
Gehypochthonius rhadamanthus är en kvalsterart som beskrevs av Arthur P. Jacot 1936. Gehypochthonius rhadamanthus ingår i släktet Gehypochthonius och familjen Gehypochthoniidae. Inga underarter finns listade i Catalogue of Life.